# Eckart Bruchner
Eckart Bruchner (* 25. Mai 1944 in Amberg) ist ein deutscher evangelischer Theologe, Pädagoge, Filmdozent und Filmemacher.

## Leben
Bruchner machte 1964 am Hans-Carossa-Gymnasium Landshut das Abitur. Von 1964 bis 1969 studierte er Theologie, Philosophie, Kunstgeschichte und Archäologie in Erlangen/Nürnberg, Rom, Heidelberg und München sowie Violine am Konservatorium in Nürnberg. Nach einer kurzen Tätigkeit als Assistent an der Evangelisch-Theologischen Fakultät der Ludwig-Maximilians-Universität München (LMU) absolvierte er ein Filmstudium an der neu gegründeten Hochschule für Fernsehen und Film München; seinen Abschlussfilm „Sacra Romana Rota“ drehte er 1973 in Rom.
Als Schwabinger Vikar und später Pfarrer unterrichtete Bruchner in München am Maximiliansgymnasium und am Sophie-Scholl-Gymnasium Religion, Philosophie und Medienpublizistik, bevor er als Akademischer Rat wieder an die LMU wechselte. Von 1983 bis zu seiner Pensionierung als Studiendirektor im Jahr 2008 unterrichtete er am Otto-von-Taube-Gymnasium in Gauting bei München Religion, Philosophie, Medienpublizistik und Italienisch. Von 1993 bis 2008 war er außerdem MB-Fachreferent in Oberbayern West für Evangelische Religion. Bruchner lehrte als Dozent an der LMU und an der Universität Erlangen-Nürnberg Christliche Publizistik.
Bruchner war von 1979 bis 1986 Associated General Secretary von Interfilm, einem internationalen Netzwerk für den Dialog zwischen Kirche und Film. Von 1992 bis 2012 war er auch als Filmdozent bei der Hanns-Seidel-Stiftung tätig. Von 1980 bis 2016 führte er als Direktor der Interfilm-Akademie München/Antwerpen an Universitäten, Stiftungen und Akademien nationale und internationale Filmseminare, Workshops sowie lectures durch. 1993 war er Leiter des Symposiums Film im interkulturellen Dialog für die Kulturhauptstadt Antwerpen. Auch leitete er Projekte wie Kino-Kirche an Evangelischen Kirchentagen, unter anderem in Nürnberg, Hamburg, Düsseldorf, Hannover und München. 2007 war er Projektleiter der Forschungsgruppe Film im interreligiösen Dialog. Seit 2020 ist er 1. Vorsitzender des aus der Interfilm-Akademie hervorgegangenen Vereins Interfilm Academy Munich.
1986 stiftete er den One-Future-Preis beim Filmfest München sowie 2005 den Prix Interculturel beim Internationalen Festival der Filmhochschulen München und 2007 den Prix Jeunesse Afrique beim Internationalen Filmfest Fespaco in Burkina Faso.
Weiterhin veranstaltet Bruchner Filmgespräche und Seminare in Kinos und Akademien im In- und Ausland und ist Mitglied in Internationalen Filmjurys, so war er zum Beispiel 1979 Präsident der Ökumenischen Jury beim Locarno Festival und 1997 Präsident der Ökumenischen Jury in St. Petersburg. Von 2006 bis 2018 war Bruchner Zweiter Vorsitzender der Landesmediendienste Bayern.
Bruchner lebt seit 1975 in Gauting bei München, ist verheiratet und Vater von vier Kindern.

## Auszeichnungen
- 1997: Günther-Klinge-Preis für seine Kulturarbeit[9]
- 2017: Ehrenpräsident der Interfilm-Akademie München/Antwerpen[10]
- 2019: Ehrenmitglied auf Lebenszeit von Interfilm

## Filmographie (Auswahl)
- 1971: Bachwoche Ansbach (Regisseur)
- 1971: Scheidung in Italien (Regisseur)
- 1971: What To Do (Co-Regisseur)
- 1973: Nonnen Incognito (Regisseur)
- 1973: Sacra Romana Rota (Regisseur)
- 1975: Orkun (Regisseur und Produzent)
- 1976: Schule – Produktionsstätte für Mitläufer (Regisseur und Produzent)
- 1978: United Creativity (Co-Autor und Produzent)[11]
- 1999: Requiem für eine romantische Frau (Darsteller)
- 2002: Farbiger Wunsch – bunte Welt (Produzent)[12]
- 2003: A Mad View (Darsteller)
- 2007: Aschermittwoch (Co-Produzent)
- 2007: Denn ich habe euer Joch zerbrochen (Co-Produzent)
- 2008: Burkina Faso – Zwischen gestern und morgen (Idee, Redaktion)[13]
- 2008: Rotulus (Co-Produzent)
- 2008: Teddytester (Co-Produzent)[14]
- 2015: Liebe Grüße aus Nahost (Wir weigern uns Feinde zu sein) (Co-Produzent, Projekt-Gesamtleitung)[15]

## Veröffentlichungen (Auswahl)
- Erziehung im Ghetto: In der Sendereihe „Folgerungen“. Alternativkonzeption zu Das Wort zum Sonntag. Eine Studie der Arbeitsgemeinschaft Medienforschung. AGM, München 1970 (worldcat.org [abgerufen am 24. Mai 2019]).
- mit Dietrich von Engelhardt: Chancen der Gemeindearbeit durch empirische Wissenschaft. Bericht über ein Experiment. In: Theologia Practica. Band 7, 1972, S. 242–252.
- Sieben Tage. 1974 (Wissenschaftliches Beiheft mit Peter Krusche zum mit dem Adolf-Grimme-Preis prämierten gleichnamigen Film von Rainer Erler)
- mit Geert Vermeire: Culturen, religies en beeld = Cultures, religions and image: artikels over media, visuele kunst en film, en over dialoog en vervreemding in een multiculturele samenleving: articles about media, visiual arts and film and about dialogue and alienation in a multicultural society. Oranje – De Eenhoorn, Wielsbeke 1993, ISBN 978-90-6661-205-1 (worldcat.org [abgerufen am 24. Mai 2019]).